# Beyrie-sur-Joyeuse
Beyrie-sur-Joyeuse (tiếng Basque: Bithiriña) là một xã thuộc tỉnh Pyrénées-Atlantiques trong vùng Aquitaine ở tây nam nước Pháp. Xã này nằm ở khu vực có độ cao trung bình 100 mét trên mực nước biển.
Xã nằm trong tỉnh cũ Lower Navarre.